# Oberholzklau

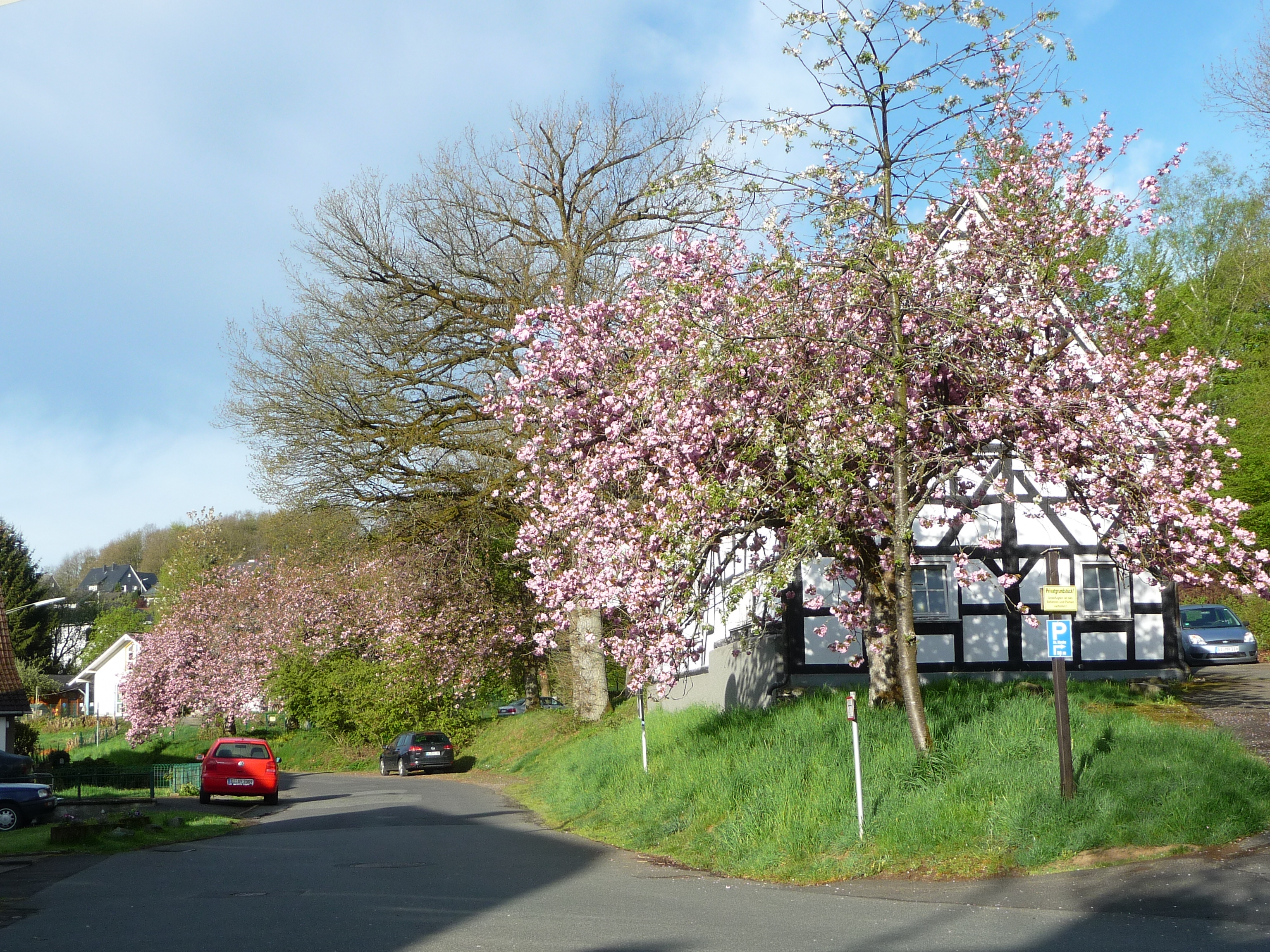
Hauptstraße von Oberholzklau

Oberholzklau ist ein Stadtteil von Freudenberg im Kreis Siegen-Wittgenstein in Nordrhein-Westfalen.
Er grenzt an die Freudenberger Stadtteile Niederholzklau und Bühl, sowie an den Siegener Stadtteil Meiswinkel. Durch den Ort führt die Landesstraße L 564.

## Geschichte
Die urkundliche Ersterwähnung des Ortes unter dem Namen Holzeclaen datiert aus dem Jahre 1079. Die Pfarrei Oberholzklau wurde erstmals 1329 erwähnt.
In der Ersterwähnung aus dem Jahr 1079 heißt es:
„Im Namen der heiligen und unteilbaren Dreieinigkeit sei allen verkündet, die zur heiligen Glaubensgemeinschaft gehören, dass ich, Heribert, und mein Bruder Gerung – besorgt um das Heil unserer Seelen und von Gott durch seinen heiligen Geist aufgefordert , ein Gelübde erfüllend und Gott dankend – der heiligen Mutter Gottes, der ewigen Jungfrau Maria und dem Hlg. Heribert ein gewisses, in Holzklau gelegenes Gut übertragen haben durch das daraufliegende Gesetz des Servituts, wozu uns ein bestimmtes Erbschaftsgesetz berechtigt.“
Im Jahr 1392 wird Oberholzklau erstmals als Kirchspiel erwähnt. In einer Urkunde heißt es, dass die Gebrüder Johannes und Ensfried den Hof Dröningen im Kirchspiel Holzklau gelegen, vom Kloster Stift Keppel pachtweise übernehmen.
1345 verkaufte Otto II. Graf von Nassau unter anderem das Kirchspiel Oberholzklau  an den Erzbischof Walram zu Köln. Damit lebten die Oberholzklauer vorübergehend unter einer Doppelherrschaft. Im Jahr 1360 nahm Graf Ottos Sohn, Johann I., die verkauften Kirchspiele wieder in seinen Besitz. Oberholzklau gehörte nun wieder zum Erzbistum Mainz. Im Jahr unterstellte sich der Holzklauer Pfarrer in unruhigen Zeiten unter dem Schutz von Erzbischof Gerlach Graf von Nassau.
Nach der Reformation führte Wilhelm der Reiche Graf von Nassau 1531/31 die lutherische Lehre ein, die damit auch für das Kirchspiel Oberholzklau verbindlich wurde. Im Jahr 1578 führte Johann VI. Graf von Nassau die evangelisch-reformierte Lehre ein, die er zuvor in den Niederlanden kennengelernt hatte.

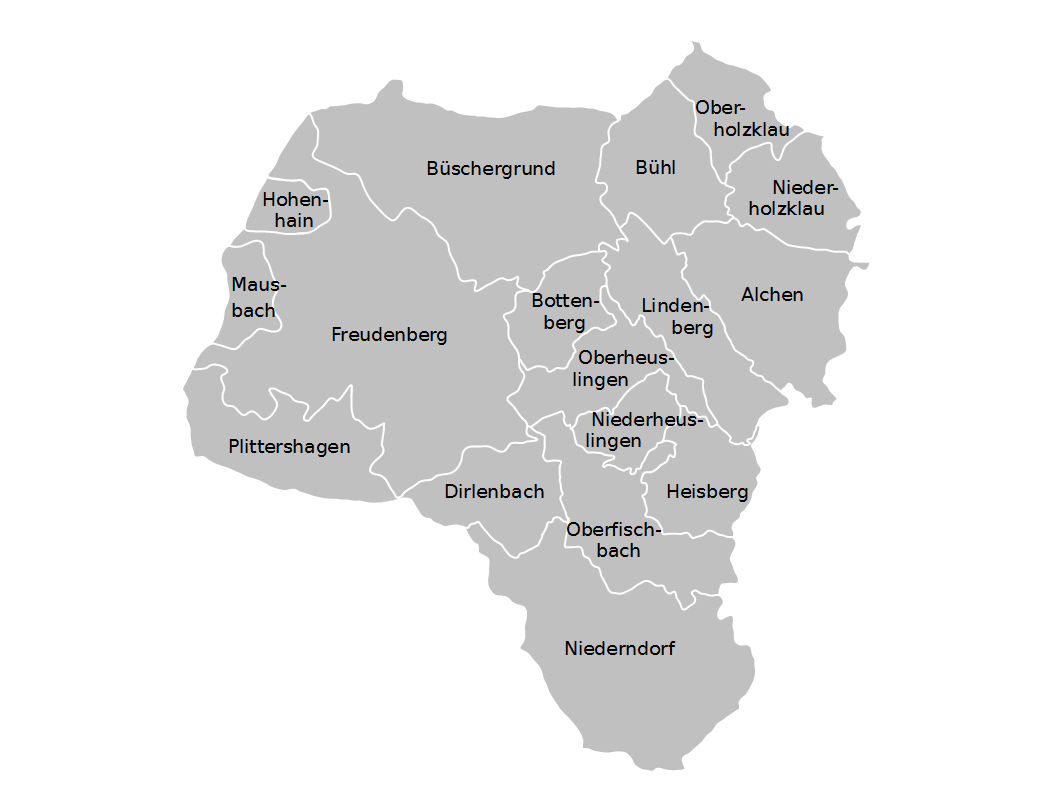
Stadtteile von Freudenberg

Zum Kirchspiel Oberholzklau gehörten Freudenberg, der Büschergrund, Alchen, Lindenberg, Bottenberg, Bühl, Niederholzklau, Meiswinkel, Oberhees, Mittelhees und Langenholdinghausen. Jedoch erhielt Freudenberg im Jahr 1585 vom Fürstenhaus die Genehmigung, zusammen mit Büschergrund, eine eigene Kirchengemeinde zu gründen.
Oberholzklau hatte unter häufig auftretenden Seuchen wie Pest und Ruhr zu leiden. So starben im Jahr 1742 insgesamt 27 Kinder unter acht Jahren an den Blattern.
In der Franzosenzeit hatte Oberholzklau 1799 unter dem Durchzug französischer, österreichischer und preußischer Truppen zu leiden. Von 1806 bis 1815 gehörte das Kirchspiel zu dem von Napoleon gegründeten Großherzogtum Berg. Nach dem Wiener Kongress wurde Oberholzklau dem Königreich Preußen zugeteilt.
Um 1900 wurde ein neues Schulgebäude errichtet, das Kinder aus Oberholzklau, Niederholzklau, Bühl, Meiswinkel und dem oberen Heestal besuchten.
Zu Beginn der 1920er Jahre wurde Oberholzklau an das Stromnetz angeschlossen. Im Jahr 1924 wurde die Freiwillige Feuerwehr Oberholzklau/Bühl gegründet.
Nach dem Zweiten Weltkrieg änderte sich die Struktur des Dorfes stark. Die meisten Einwohner verdienten ihren Lebensunterhalt nicht mehr in der Landwirtschaft, sondern in der Industrie und im Bergbau. Land- und Forstwirtschaft waren meist nur noch eine Nebenerwerb. Bis 1965 entstanden 40 neue Wohnungen und es wurden zahlreiche Flüchtlinge einquartiert.
In den 1950er Jahren bekam Oberholzklau eine Wasserleitung.
Am 1. Januar 1969 wurde Oberholzklau ein Stadtteil der Stadt Freudenberg.

## Name
Der Ortsname regt zu manchen Spekulationen an. Ein Fernsehteam des WDR ging 2011 in der Serie „Lustige Ortsnamen“ der Frage nach, woher der Name rührt. Mit „Klauen“ hat er nichts zu tun, denn die Silbe „klau“ wurde frühe „claw“ geschrieben. In der Ersterwähnung im Jahr 1079 wurde der Ortsname „Holzeklaen“ geschrieben.
Der Versuch, die Silbe „klau“ auf das keltische Wort „glen“ (Furt) zurückzuführen, ist nicht plausibel. Zwar lebten Kelten im Siegerland, doch dann war die Gegend jahrhundertelang unbewohnt, sodass sie keine keltischen Namen an die später siedelnden germanischen Stämme weitergeben konnten.
Der Ursprung des Ortsnamens bleibt also im Dunkeln. Immerhin konnten die verschiedenen Schreibweisen rekonstruiert werden:
Holzeklaen (1079)
Holzcla (1329)
Holzclae (14. / 15. Jahrhundert)
Holtzglan (1632)
Holtzglaen (17. / 18. Jahrhundert)
Holzklau

### Einwohnerzahlen
Der Stadtteil hat zurzeit 669 Einwohner (Stand 30. Juni 2023). (Quelle: www.freudenberg-stadt.de)
Einwohnerzahlen des Ortes:
| Jahr | Einwohner |
| ---- | --------- |
| 1818 | 92        |
| 1885 | 126       |
| 1895 | 130       |
| 1905 | 149       |
| 1910 | 154       |
| 1925 | 197       |

| Jahr | Einwohner |
| ---- | --------- |
| 1933 | 196       |
| 1939 | 196       |
| 1950 | 316       |
| 1961 | 395       |
| 1967 | 410       |
| 1994 | 588       |

| Jahr | Einwohner |
| ---- | --------- |
| 2000 | 603       |
| 2003 | 634       |
| 2009 | 626       |
| 2010 | 624       |
| 2017 | 622       |
| 2019 | 665       |

| Jahr | Einwohner |
| ---- | --------- |
| 2020 | 669       |
| 2021 | 657       |
| 2022 | 661       |

Anmerkung: Einwohnerzahl 2010: 30. Juni.

## Brauchtum
Im Jahr 1983 wurde der Heimat- und Verschönerungsverein Oberholzklau e. V. gegründet, der heute um die 200 Mitglieder hat. Dieser Verein stellte den historischen Grenzübergang „Holzklauer Schlag“ wieder her und brachte ihn mit verschiedenen Aktionen ins Bewusstsein der Einheimischen.
Zu den wiederkehrenden Festen gehört die Maifeier. Am 1. Mai ziehen Mädchen als „Maikinder“ geschmückt durch das Dorf und singen das Lied „Der Mai ist gekommen“.
In der Osternacht wird ein großes Osterfeuer abgebrannt.
Zu Pfingsten ziehen die „Pengstelömmel“ (Pfingstlümmel) von Haus zu Haus und bitten um Eier oder Geld. Dabei tragen sie einen alten Spruch vor:
„He kömmt’n ahler Pengstemah,
dä kai Broad mee bisse ka,
krufft e’n Nest, wo kän Schelling es,
gäe os drei o’r vier, die annern, die behalt ihr.
Eier o’r Geld, da zeh‘ m’r wierer e de Wäld.“
Im Herbst gibt es dann noch das Kartoffelbratfest.
Die Tradition des Brotbackens wurde durch den Bau eines Backhauses wiederbelebt.

## Bildergalerie

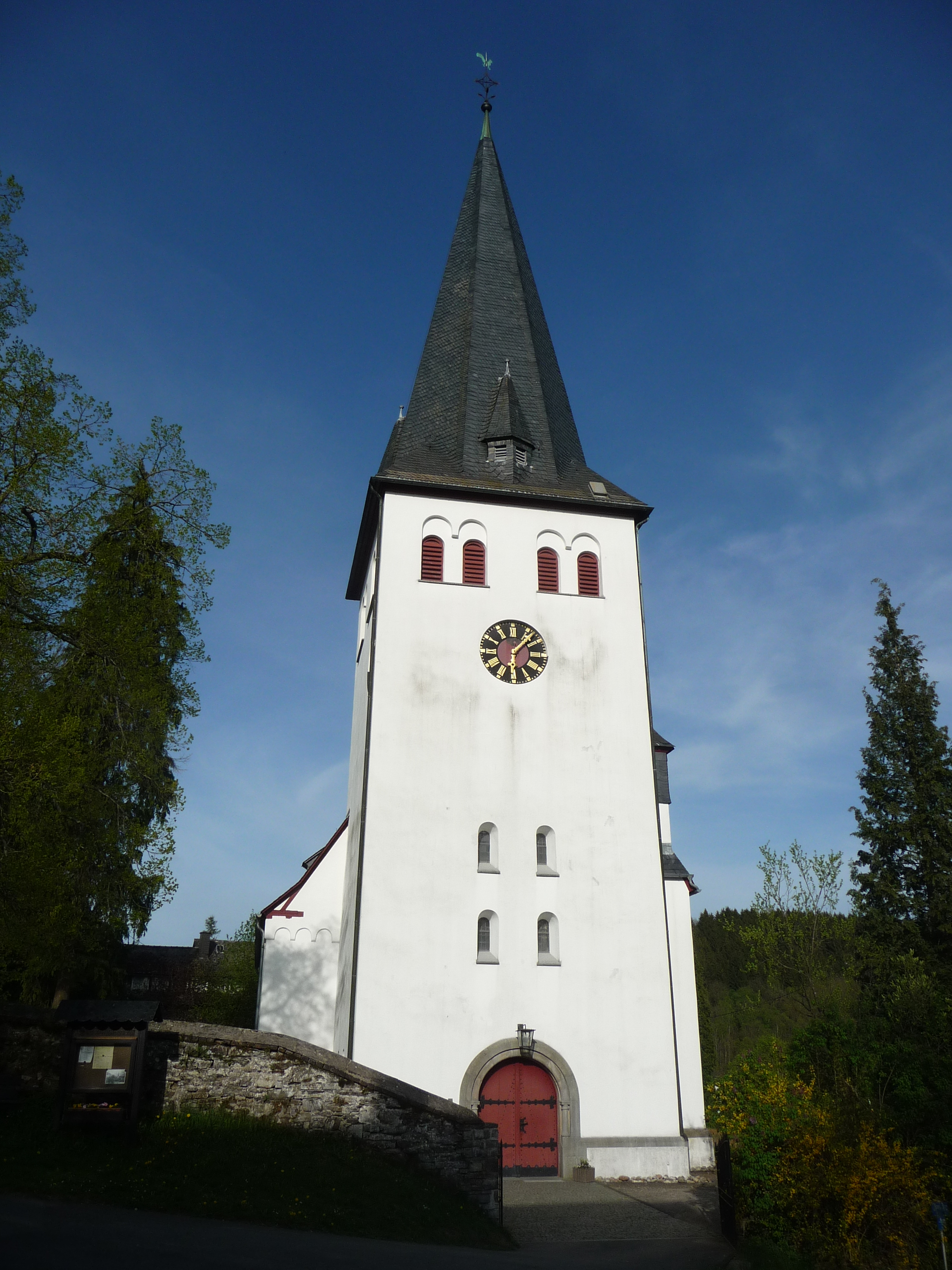
Evangelische Kirche
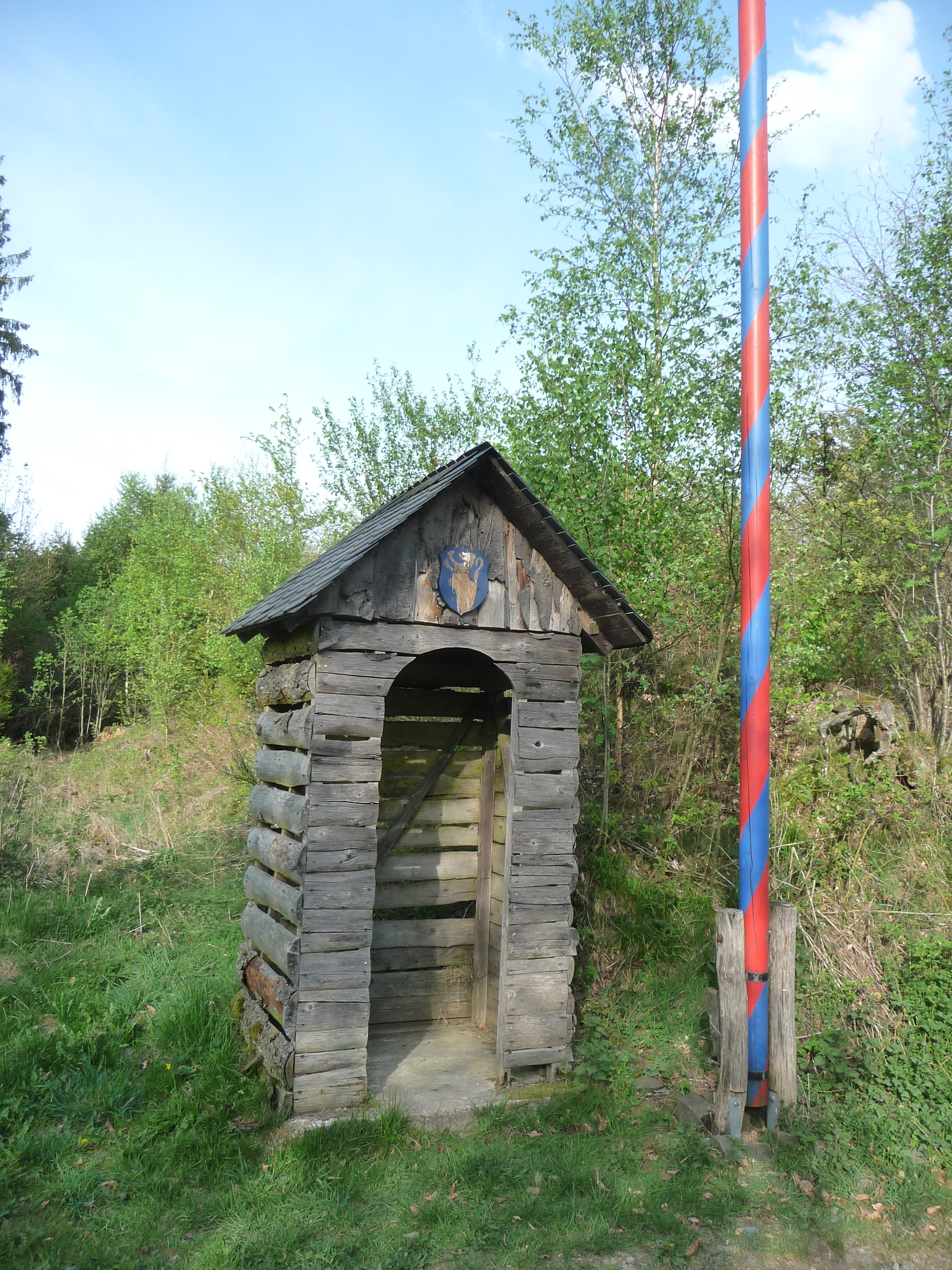
Restaurierte Grenzstation
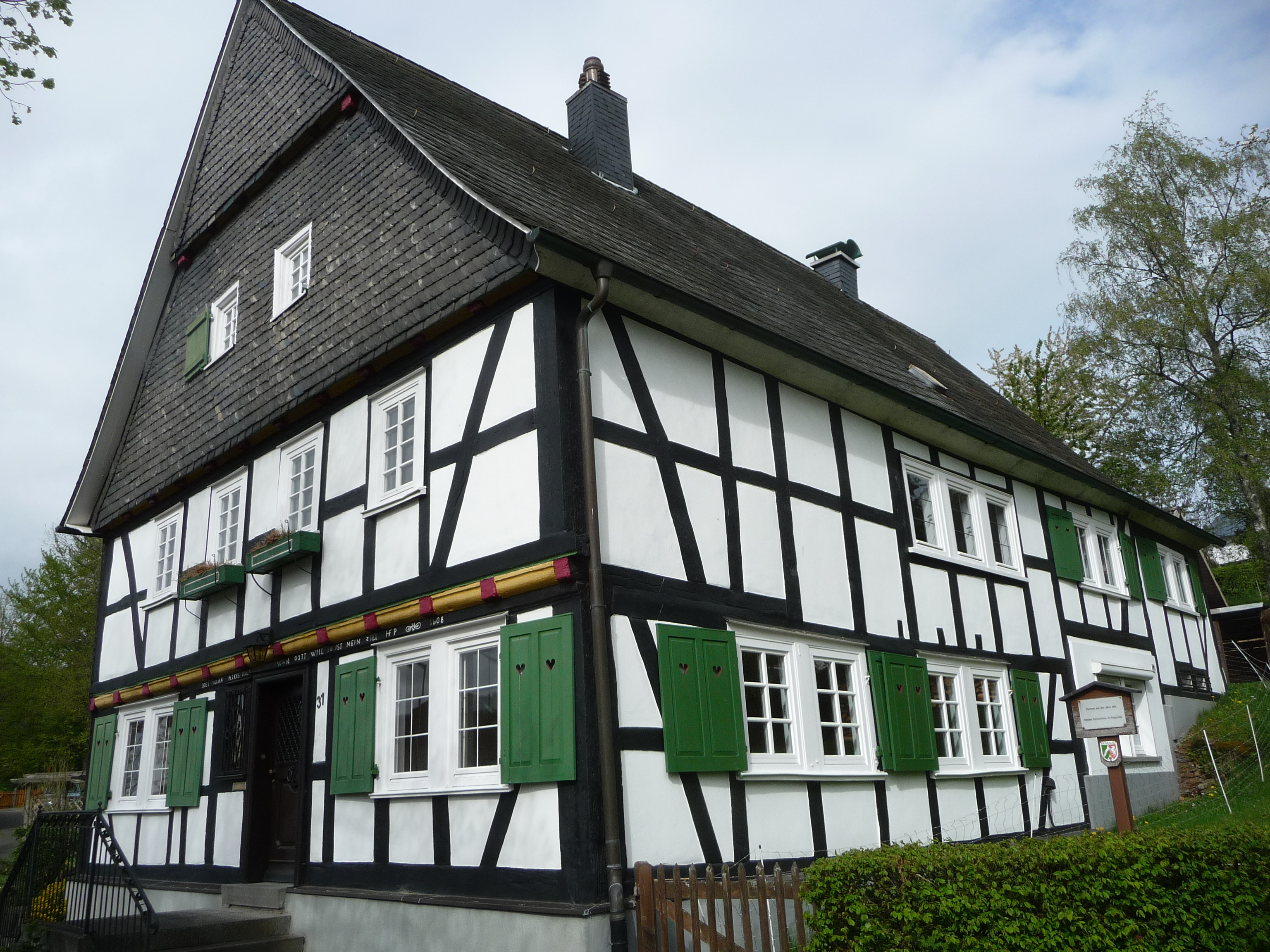
Altes Pfarrhaus
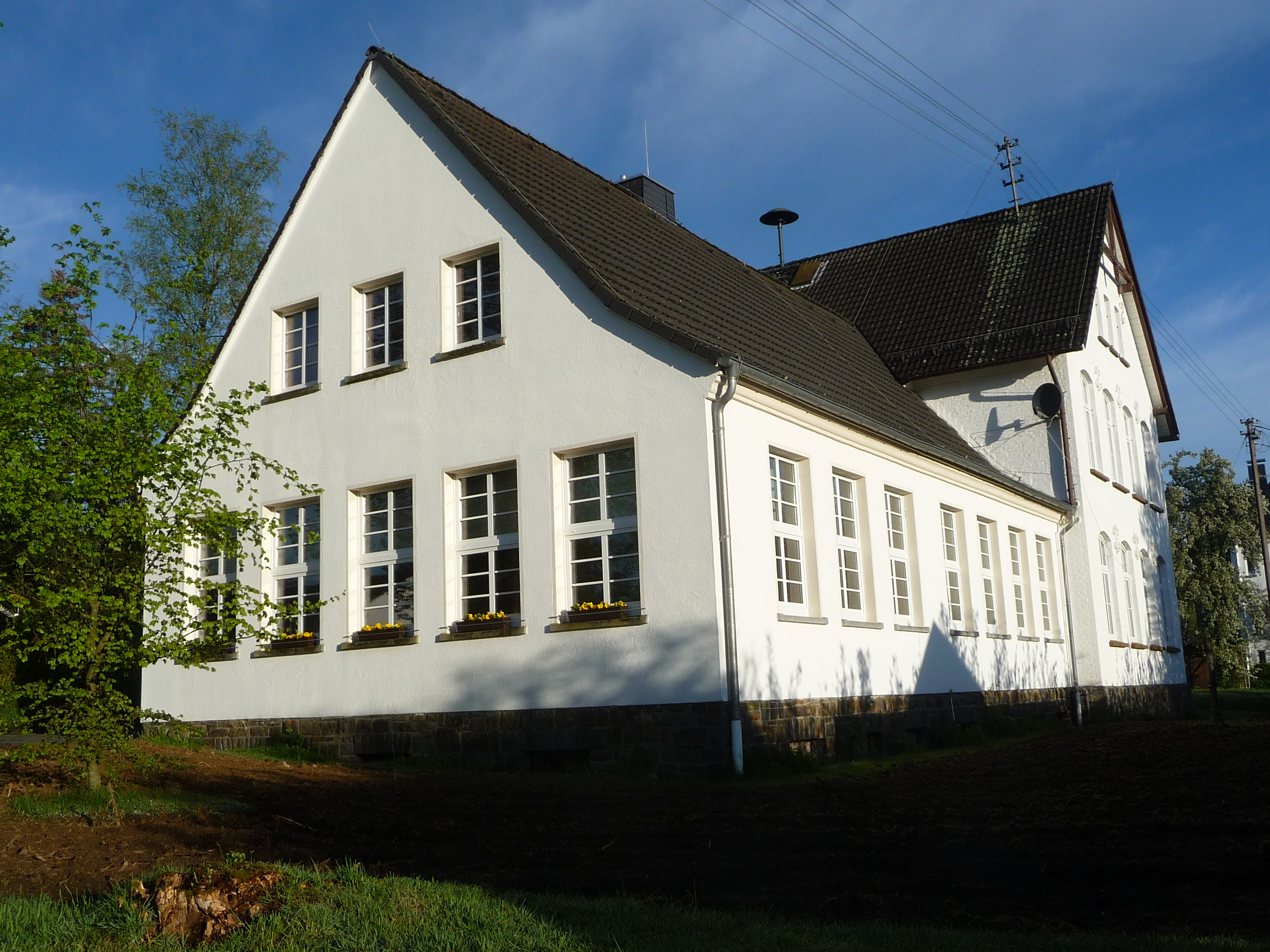
Ehemalige Schule